# Верх-Ненинська сільська рада
Верх-Нени́нська сільська рада (рос. Верх-Ненинский сельский совет) — сільське поселення у складі Єльцовського району Алтайського краю Росії.
Адміністративний центр — село Верх-Неня.

## Історія
Селище Садовськ ліквідовано 2009 року.

## Населення
Населення — 169 осіб (2019; 284 в 2010, 407 у 2002).

## Склад
До складу сільської ради входять:
| Населений пункт  | Населення, осіб (2002) | Населення, осіб (2010) |
| ---------------- | ---------------------- | ---------------------- |
| Верх-Неня, село  | 373                    | 258                    |
| Кедровка, село   | 34                     | 26                     |
| Садовськ, селище | 0                      | -                      |